# Bèlfòrt de Carcin
Bèlfòrt de Carcin (en francès Belfort-du-Quercy) és un municipi francès situat al departament de l'Òlt i a la regió d'Occitània.

## Demografia
| 1962                                       | 1968 | 1975 | 1982 | 1990 | 1999 | 2007 |
| ------------------------------------------ | ---- | ---- | ---- | ---- | ---- | ---- |
| 497                                        | 519  | 483  | 441  | 458  | 464  | 520  |
| Des de 1962: població sense dobles comptes |      |      |      |      |      |      |

## Administració
| Període   | Identitat     | Partit |
| --------- | ------------- | ------ |
| 1971-2008 | Raymond Lacan | PS     |
| 2008-     | Alain Viet    | PRG    |